# Belestiche

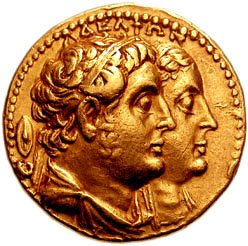
Portretten van koning Ptolemaeus II en Arsinoë II op een gouden oktadrachme (27.7g) geslagen in Alexandrië rond 265 v. Chr.. Opschrift: ADELFWN

Belistiche of Bilistiche (Oudgrieks: Βιλιστίχη) (geboren ca. 280 v.Chr.) was een Hellenistische courtisane van onzekere oorsprong. Volgens de schrijver Pausanias was ze van oorsprong Macedonische, volgens Athenaeus van Naucratis lag die oorsprong bij de Argeaden. De Griekse historiograaf en filosoof Plutarchus beweerde dan weer dat ze een buitenlandse slaaf was, gekocht op de markt. Ze is bekend door haar overwinningen op de Olympische Spelen van 264 v.C., waar ze zegevierde bij de paardenraces, en met name bij de tethrippon (een wedstrijd wagenmennen met vierspannen) en de synoris (een wedstrijd wagenmennen met tweespannen). Later werd ze de minnares van Ptolemaeus II Philadelphus en werd door hem vergoddelijkt als Aphrodite Bilistiche.
Volgens kerkelijk schrijver Clemens van Alexandrië werd ze begraven in Alexandrië, onder het heiligdom van Serapis (een Hellenistische god wiens cultus is ontstaan in het Oude Egypte).